# World Series Cricket
La World Series Cricket,  ou WSC, est une compétition de cricket fondée en 1977 et dissoute en 1979 par le magnat des médias Kerry Packer. Officiellement rejetée par les instances dirigeantes du cricket, la WSC aura une influence considérable sur le cricket.
En 1976, la fédération australienne, l'Australian Cricket Board (ACB) refuse d'accorder à Channel Nine ses droits de retransmission. Packer, qui possède la chaîne, fait secrètement signer des contrats à des internationaux de diverses équipes nationales et s'assure de leur participation à la compétition qu'il fonde. Ces joueurs seront notamment, à divers niveaux, exclus de leurs sélections.
La compétition est abandonnée en 1979 lorsque l'ACB accorde à Packer les droits exclusifs sur le cricket australien pour une durée de trois ans.

## Équipes et joueurs

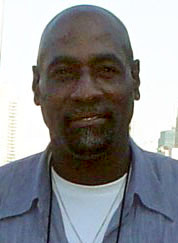
Viv Richards est l'un des nombreux internationaux impliqués dans la WSC.

La World Series Cricket voit s'affronter trois « sélections » : une de joueurs australiens, WSC Australia, une de joueurs des Indes occidentales, WSC West Indies et une représentant le « reste du monde », WSC Rest of the World. Soixante-six joueurs au total auront signé un contrat avec la compétition de Kerry Packer, dont un grand nombre d'internationaux.
| Équipe                | Joueurs |
| --------------------- | --- |
| WSC Australia         | Ian Chappell (c), Ray Bright, Greg Chappell, Trevor Chappell, Ian Davis, Ross Edwards, Gary Gilmour, David Hookes, Martin Kent, Bruce Laird, Rob Langer, Dennis Lillee, Mick Malone, Ashley Mallett, Rod Marsh, Rick McCosker, Graham McKenzie, Kerry O'Keeffe, Len Pascoe, Wayne Prior, Ian Redpath, Richie Robinson, Jeff Thomson, Graeme Watson, Max Walker, Doug Walters, Kepler Wessels, Dennis Yagmich. |
| WSC West Indies       | |
| WSC Rest of the World | |

## Héritage
La World Series Cricket changea le cricket de plusieurs manières. 
Dans le domaine télévisuel, elle apporta une grande variété d'angles de prises de vue et le positionnement d'une caméra de chaque côté de la piste, de sorte que le téléspectateur voit l'action du batteur quel que soit le côté d'où lance le bowler.
Les matchs se déroulant à la fois de jour et de nuit sont devenus communs, et le one-day cricket est devenue la forme de cricket la plus suivie dans le monde. Les joueurs sont des professionnels à temps plein.
L'ACB continua d'utiliser le nom World Series Cup pour décrire un tournoi qui se déroule chaque été et auquel participent l'Australie et deux autres équipes nationales.
La World Series Cricket a vu également l'introduction des maillots de couleur (à la place du blanc traditionnel), l'utilisation de balles blanches (au lieu du rouge), le port de casques pour les batteurs.